# Gurgler Kamm
Der Gurgler Kamm (auch Gurglkamm) ist ein Gebirgskamm im Süden der Ötztaler Alpen zwischen Hoher Wilde und Timmelsjoch. Er trägt die italienisch-österreichische Staatsgrenze und trennt das Gurgler Tal in Tirol vom  Pfelderer Tal und Seebertal in Südtirol.
Der Gratverlauf verläuft vom Timmelsjoch in südwestlicher Richtung zur Hohen Wilde. Dort bildet der Schnalskamm die westliche Fortsetzung des Gurgler Kamms, beide bilden zusammen den Hauptkamm der Ötztaler Alpen, der auch Teil des Alpenhauptkamms ist. Der südwestliche Endpunkt, die Hochwilde (3480 m), ist gleichzeitig die höchste Erhebung des Gurgler Kamms. Weitere bekannte Gipfel sind der Hintere Seelenkogel (3470 m ü. A.), der Hochfirst (3403 m) und die Liebenerspitze (3399 m). Eine vollständige Liste aller Dreitausender findet sich in der Liste der Dreitausender im Ötztaler Hauptkamm.

## Naturschutz
Die Südtiroler Seite gehört seit 1976 zum Naturpark Texelgruppe und zum Natura-2000-Gebiet Lazins–Schneebergzug.
Von 1977 bis 2016 war auf österreichischer Seite der Zentralteil des Gurgler Kamm, vom Seelenkogel bis zur Schwenzerspitze, durch die UNESCO als Biosphärenreservat anerkannt; das Gebiet ist auch als  Biogenetisches Reservat ausgewiesen.
Das umfasst das obere Rotmoostal, das Gaisbergtal, Ferwalltal und Königstal.
Es gehört großteils zum Naturpark Ötztal und Europaschutzgebiet (Natura-2000-Gebiet) Ötztaler Alpen, nur der äußerste Norden bleibt außerhalb. Das Biosphärenreservat umfasste auch das Naturdenkmal Obergurgler Zirbenwald.
2016 hat Österreich das Biosphärenreservat (wie auch den Köllensee) aus dem Weltnetz der UNESCO abgemeldet, weil das Gebiet die Anforderungen an solche Schutzbereiche schon seit längerem nicht mehr erfüllte. Dazu gehören beispielsweise eine Dreifach-Zonierung in Kern-, Pflege- und Entwicklungszone, das Vorhandensein eines aktiven Managements sowie der Fokus auf nachhaltige Entwicklung, Schutz der natürlichen Vielfalt, Forschung und Partizipation der lokalen Bevölkerung.

## Bilder

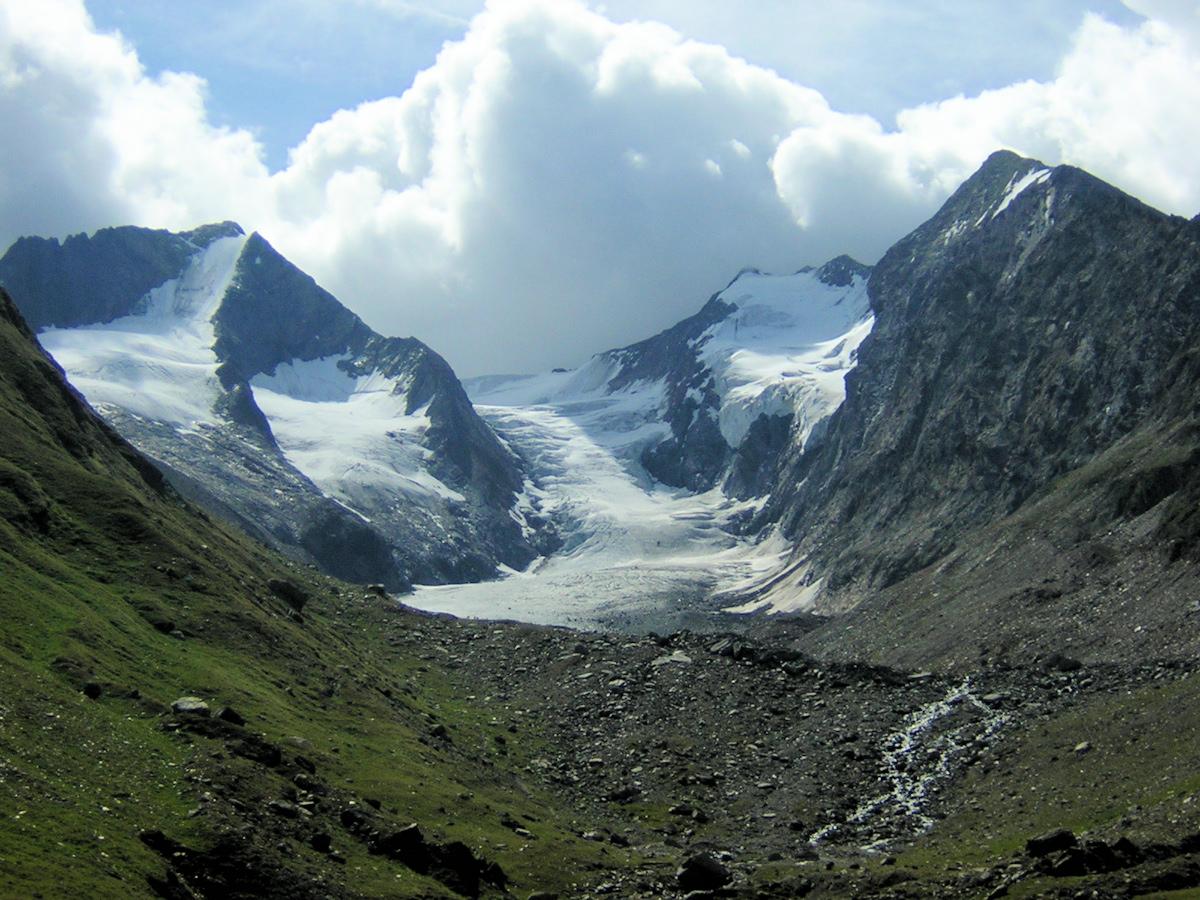
Gaisbergferner
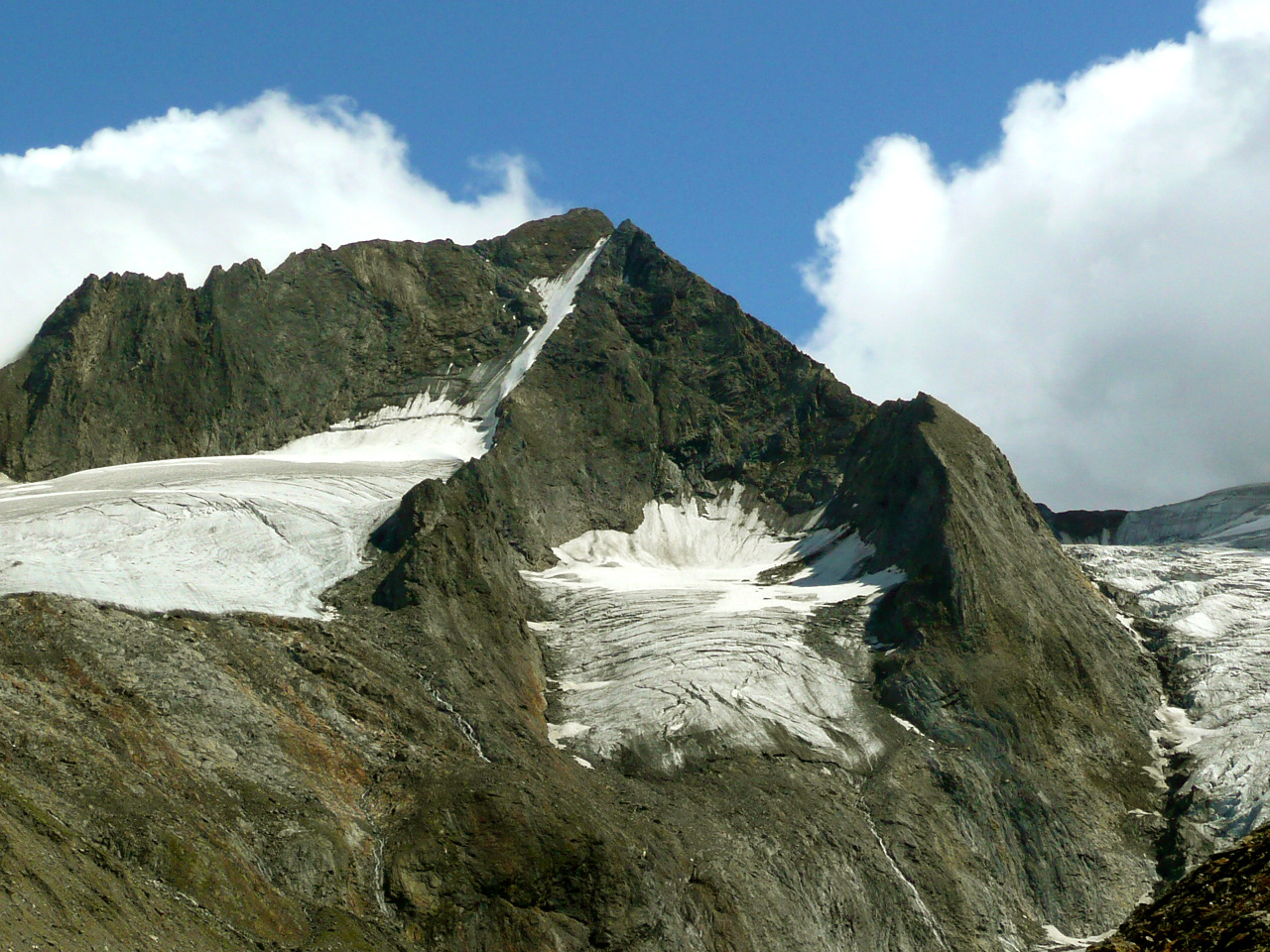
Hochfirst 3403 m
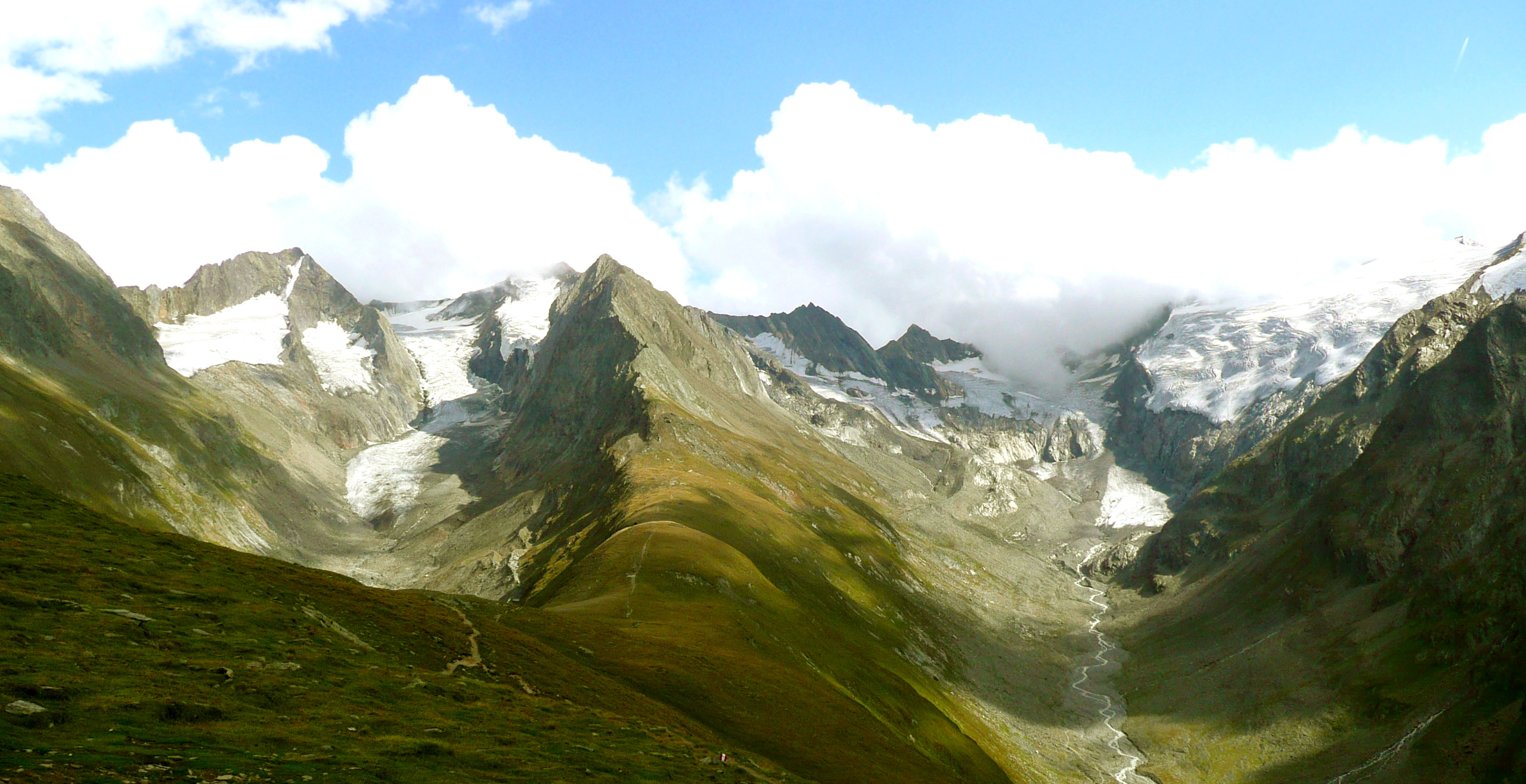
Liebenerspitze 3399 m
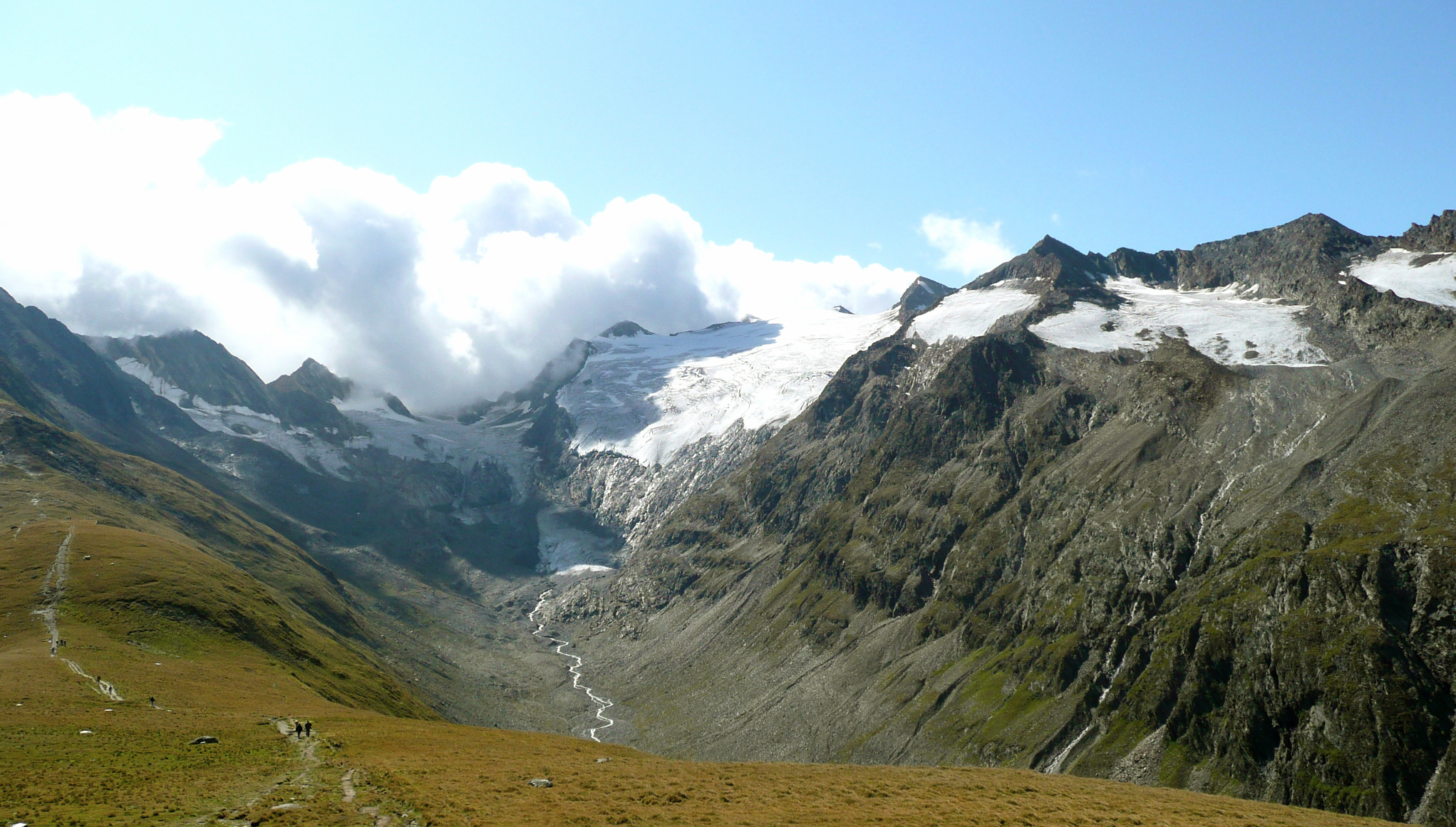
Rotmoosferner